# هورا سواته کاترینی
هورا سواته کاترینی (به چکی: Hora Svaté Kateřiny) یک منطقهٔ مسکونی در جمهوری چک است که در ناحیه موست واقع شده‌است. هورا سواته کاترینی ۱۸٫۴۵ کیلومتر مربع مساحت و ۴۵۳ نفر جمعیت دارد و ۶۴۵ متر بالاتر از سطح دریا واقع شده‌است.